# 赫尔曼·劳施宁
赫尔曼·劳施宁（德語：Hermann Adolf Reinhold Rauschning，1887年8月7日—1982年2月8日），德国政治家和作家，保守革命的追随者，曾短暂加入纳粹运动，后来与纳粹运动决裂。1933年至1934年，他担任但泽自由市参议院议长（政府首脑和国家元首）。1934年，他宣布退出纳粹党，并于1936年从德国移民。他最终定居美国，并开始公开谴责纳粹主义。劳施宁以他的著作《与希特勒对话》而闻名，他在书中声称曾与阿道夫·希特勒多次会面和交谈。当代史学界普遍认为该书为伪作。